# ألبرشت شوبرت
ألبرشت شوبرت (بالألمانية: Albrecht Schubert) هو ضابط ألماني، ولد في 23 يونيو 1886 في كلودزكو في بولندا، وتوفي في 26 نوفمبر 1966 في بيلفلد في ألمانيا.